# Mescit Dağları
Mescit Dağları (arménsky Չորմայրի լեռ, Čhormajri ler) je pohoří v provinciích Erzurum a Artvin v Turecku, okrajové pohoří Arménské vysočiny. Táhne se v délce přibližně 130 km západovýchodním směrem. Ze severu, západu a v západní části i z jihu je ohraničeno údolím řeky Čoroch (Çoruh), ve střední části se rozšiřuje směrem na jih a navazuje na pohoří Kargapazarı Dağları, ve východní části a z východu je ohraničeno údolím řeky Tortum. 
Nejvyšším vrcholem je zřejmě 3239 metrů vysoký Mescit Dağı (někdy též jako Onusbaba, udávané nadmořské výšky se pohybují mezi 3230 metry a 3248 metry), ačkoli sovětské topografické mapy udávají jako nejvyšší bod pohoří vrchol Devedağı (s údajem o výšce 3363 metrů).
Pohoří je geologicky poměrně kontrastní – zatímco západní a východní část pohoří tvoří jurské až křídové klastické a karbonátové horniny, zejména pelagické vápence, střed pohoří tvoří erodovaný stratovulkán svrchně miocenního až pliocenního stáří. Pohoří bylo při posledním glaciálním maximu zaledněno, čela ledovců byla ve výškách kolem 1800 až 1880 metrů,, sněžná čára byla ve výškách kolem 2750 metrů a ledovce byly 3–5 km dlouhé. V současnosti již pohoří zaledněno není.
Přes sedlo Gölyurt Geçidi překonává pohoří ve výšce 2380 metrů silnice D925 spojující Erzurum a İspir.